# 발트 의회

발트 의회의 로고

발트 의회 회원국

발트 의회(영어: Baltic Assembly 발틱 어셈블리[*], 에스토니아어: Balti Assamblee 발티 아삼블레, 라트비아어: Baltijas Asambleja 발티야스 아삼블레야, 리투아니아어: Baltijos Asamblėja 발티요스 아삼블레야)는 발트 3국(에스토니아, 라트비아, 리투아니아) 정부 간의 지역 협력체이다. 공용어는 에스토니아어, 라트비아어, 리투아니아어이며 본부는 라트비아 리가에 있다.
1991년 소련으로부터 독립한 에스토니아, 라트비아, 리투아니아 3국 정부에 의해 설립되었으며 국제적, 정치적, 경제적, 문화적인 사안에서 공통된 입장을 표명하고 있다. 1993년부터는 발트 3국의 문학, 예술, 과학 분야에서 큰 공헌을 한 인물들에게 매년 수여하는 상인 발트 의회 문학·예술·과학상(Baltic Assembly Prize for Literature, the Arts and Science)을 수여하고 있다.

## 같이 보기
- 북유럽 이사회
- 노르딕-발틱 에이트
- 발트해 국가 이사회